# 微仲衍
微仲衍（びちゅうえん、生没年不詳）は、中国の殷の王族。帝乙の次子、微子啓の弟、帝辛の兄。微仲とも微子衍とも呼ばれるが、これは後世の人々が微子を王族（王子など）の称号と混同したため（このことは『封神演義』における比干の息子、微子徳（架空）の存在などからうかがえる）。
『史記』によると宋公である兄の微子啓に子がなかったため、跡を継いで宋公になったとある。歴史書による記述に欠け、功績なども不明の人物である。